# Leavin’ Trunk/She Said, She Said
Leavin' Trunk/She Said, She Said (русск. Багажник/Она сказала, Она сказала) — выпущенный ограниченным изданием 10 февраля 2003 года виниловый сингл американской рок-группы The Black Keys с альбома The Big Come Up. Выпущен независимым лейблом Isota Records тиражом около тысячи пластинок. Две песни были записаны на виниловую пластинку, а на конверте была изображена фотография ребёнка с птицами. Обложка была нарисована Нэтом Расселом. Записан сингл в 2001-2002 годах в подвале дома Патрика Карни. «Leaving Trunk» изначально была записана Тадж Махал как кавер-версия песни Слипи Джона Эстеса «Milk Cow Blues» (не путать с одноимённой песней Кокомо Арнольда), She Said, She Said — кавер песни The Beatles с альбома Revolver.

## Список песен
| №                   | Название                                | Длительность |
| ------------------- | --------------------------------------- | ------------ |
| 1.                  | «Leavin' Trunk» (традиционная)          | 2:55         |
| 2.                  | «She Said, She Said» (Леннон-Маккартни) | 2:29         |
| Общая длительность: | Общая длительность:                     | 5:24         |

## Участники записи

### The Black Keys
Дэн Ауэрбах — электрогитара, вокал, бас-гитара
Патрик Карни — ударная установка, перкуссия

### Другие
Гейб Фалвайлмар — бас Муга (2 композиция)